# Leon Glatzer
Leon Glatzer (* 28. Februar 1997 in Kīhei, Hawaii, Vereinigte Staaten) ist ein deutscher Surfer.

## Biografie
Leon Glatzer kam 1997 als Sohn eines deutschen Paares, das auf Hawaii lebte, in Kīhei auf die Welt. Im Alter von zwei Jahren trennten sich seine Eltern. Sein Vater zog nach Kalifornien und seine Mutter zog mit Leon in das Fischerdorf Pavones an der Küste von Costa Rica. Im Alter von vier Jahren surfte er zusammen mit seiner Mutter das erste Mal. Fortan surfte er in seiner Freizeit regelmäßig, da das Haus der Familie nahe am Strand lag. Als Glatzer 14 Jahre alt war, wurde der deutsche Surfer Thomas Lange, der zufällig in Pavones war, auf ihn aufmerksam. Lange stellte einen Kontakt zu Quirin Rohleder her, der Glatzer Sponsorenverträge vermittelt. Mit 15 Jahren ging Glatzer ein Sponsoring mit Volcom ein.
2012 trainierte Glatzer für drei Monate mit einigen anderen internationalen Surf-Talenten in Frankreich. Nach seiner Rückkehr nach Costa Rica gewann er seine ersten nationalen Contests, bevor er wieder nach Frankreich reiste, diesmal für fünf Monate. Als im August 2016 das IOC verkündete, dass Surfen Teil des Programms der Olympischen Sommerspiele 2020 sein wird, stellte Glatzer sein Leben um und intensivierte sein Training. Bei den ISA World Surfing Games 2021 gelang ihm schließlich die Qualifikation für die im Sommer 2021 ausgetragenen Olympischen Spiele in Tokio. Dort nahm er als einziger Deutscher bei der olympischen Premiere des Surfens teil. Glatzer belegte im Shortboard den 17. Platz.